# Возіанов Олександр Федорович
Олекса́ндр Фе́дорович Возіа́нов (2 жовтня 1938, Мелітополь — 7 травня 2018, Київ) — український лікар-уролог, хірург. Доктор медичних наук (1978), професор (1980), академік Національної академії наук України (відділи молекулярної біології, біохімії, експериментальної і клінічної фізіології, хірургії, урології, з квітня 1991), академік Академії медичних наук України (хірургія, урологія, з березня 1993); президент Академії медичних наук України (з березня 1993); член Президії НАНУ; директор Інституту урології АМНУ. Герой України (2000).

## Життєпис
- Член Комітету з державних премій України в галузі науки і техніки (з березня 1997);
- член президії ВАК України (з листопада 1998);
- завідувач кафедри урології Національного медичного університету ім. Богомольця (з 1981);
- головний редактор журналу Академії медичних наук України та журналу «Урологія»,
- науковий керівник видання «Лікування та діагностика»;
- радник Прем'єр-міністра України на громадських засадах (з жовтня 2006 по грудень 2007)[1][2].
- Голова Українського урологічного товариства (з 1987), президент Української асоціації урологів. Постійний член Міжнародної, Європейської і Американської урологічних асоціацій. Почесний професор Тернопільського медичного університету ім. Горбачевського.[3]
- Член Нью-Йоркської Академії наук (1996), Бразильської Академії медичних наук (1997), Польської академії медицини ім. Швайцера (1997), АМН Республіки Білорусь (1998), Російської академії медичних наук (2001).

Могила Олександра Возіанова

За походженням — грек. Був одружений, дружина — академік Національної Академії наук України Жанна Возіанова (інфекційні хвороби). Син — член-кореспондент Академії медичних наук України Сергій Возіанов, невістка — лікар-дерматовенеролог, доктор медичних наук Світлана Возіанова. Володів англійською та грецькою мовами. Захоплювався полюванням. Створив урологічну наукову школу.
Помер на 80-му році життя 7 травня 2018 року. Похований на Берковецькому кладовищі.

## Освіта
- Київський медичний інститут, лікувальний факультет (1962);
- кандидатська дисертація «Радіоізотопні методи діагностики при деяких урологічних захворюваннях у дітей» (Київський медичний інститут, 1970);
- докторська дисертація «Фунурології та нефрології в урологічних хворих у післяопераційний період» (Київський науково-дослідний інститут захворювань нирок та сечовивідних шляхів (урології), 1978).

## Науковий доробок
Академік вперше розробив класифікацію передпухлинних станів і раку передміхурової залози та сечового міхура, оригінальну методику виконання операції, ним запропоновано спеціальні інструменти для вилучення доброякісної пухлини передміхурової залози, вперше в країні широко впроваджена радикальна операція з приводу злоякісної пухлини передміхурової залози. За ці дослідження Возіанов 1983 року був відзначений державною премією України в галузі науки та техніки.
Велике значення мають його дослідження з вивчення клітинних та молекулярних механізмів виникнення раку сечового міхура і впливу на цей процес радіаційного забруднення після аварії на Чорнобильській АЕС.
Особливий вклад зробив Возіанов у розвиток ендоурології: розроблено екстрактор для виведення каменів сечоводів; вперше в Україні та в країнах СНД застосовані і впроваджені в практику методи лікування доброякісної гіперплазії передміхурової залози — мікрохвильова гіпертермія і вапоризація. Вапоризацію застосовували лише в окремих клініках США, а в Європі її вперше здійснив Возіанов.
Завдяки вченому в клініках України впроваджені методи трансуретральної й трансвезикальної резекції гіперплазії передміхурової залози та новоутворень.
Олександр Возіанов є автором (або співавтором) понад 400 наукових праць в галузі розробки функціональних методів діагностики та хірургічного лікування основних урологічних захворювань, зокрема 30 монографій, підручників:
- «Радиоизотопные методы диагностики в детской урологии» (1972)
- «Функциональные методы исследования в детской урологии и нефрологии» (1982, співавтор)
- «Хирургическое лечение рецидивного нефролитиза» (1984, співавтор)
- «Основы практической урологии детского возраста» (1984, співавтор)
- «Атлас — руководство по урологии» (1990, співавтор)
- «Пузырно- и уретро-генитальные свищи у женщин» (1991, співавтор)
- «Клиническая термодиагностика» (1991)
- «Болезни мочевого пузыря у детей» (1992)
- «Урологія» (1993, співавтор.)
- «Передрак и ранние формы рака мочевого пузыря» (1994, співавтор)
- «Клінічна сексологія і андрологія» (1996, співредактор)
- «Сексология и андрология» (1997, співавтор)
- «Цитокины: биологические и противоопухолевые свойства» (1998, співавтор)
- «Межфазная тензиометрия и реометрия биологических жидкостей в терапевтической практике» (2000)
- «Атлас-посібник з урології» (у 3 т., 2001)
- «Health effects of Chernobyl accident» (2003) та інших.

Олександр Возіанов — автор 15 винаходів.

## Політична діяльність
- У квітні 2002 Возіанов був кандидатом в народні депутати України від Партії Зелених України, № 9 в списку.
- 2000—2002 — керівник Державного лікувально-оздоровчого управління при Президентові України, член ПЗУ.
- липень 1991 — липень 2000 — керівник Лікувально-оздоровчого об'єднання при Кабінеті Міністрів України[4].
- 2003 — травень 2005 — 1-й заступник керівника Державного управління справами Президента України[5].

## Нагороди
- Лауреат Державної премії УРСР в галузі науки і техніки (1976);
- Лауреат Державної премії УРСР в галузі науки і техніки (1986);
- Лауреат Державної премії України в галузі науки і техніки (2001);[6]
- Премія НАН України імені В. І. Вернадського
- Премія НАН України імені О. О. Богомольця
- Заслужений діяч науки України (1986)
- Почесна відзнака Президента України (1996)[7]
- орден князя Ярослава Мудрого V (серпень 1998)[8], IV ступеня (1999)
- Герой України (з врученням ордена Держави, 21 серпня 2000)[9]
- Почесна грамота Кабінету Міністрів України (з жовтня 2003)[10]
- Державний службовець 1-го рангу (з квітня 1994)[11]
- Орден «За заслуги перед Італійською Республікою»
- Орден Петра Великого I ступеня
- Орден М. І. Пирогова
- Медаль імені академіка П. Капіци
- Медаль імені академіка І. Павлова
- Золота Зірка Альберта Швейцера «За заслуги перед медициною»

## Вшанування пам'яті
У місті Київ діє ДУ "Інститут урології імені академіка О. Ф. Возіанова НАМН України.
18 січня 2014 року Київська міська рада перейменувала вулицю Академіка Карпінського на вулицю Академіка Возіанова.